# Бањица (Исток)
Бањица (алб. Banjicë) је насељено место у општини Исток, на Косову и Метохији. Према попису становништва из 2011. у насељу је живело 552 становника.

## Положај
Атар насеља се налази на територији катастарске општине Бањица површине 316 ha.

## Историја
Према турском попису из 1455. године у селу је било око 30 српских кућа, на челу са сеоским попом. На простору богатом термалним водама, на Бањском брду налазе се остаци ранохрићанске цркве. Тамо је приликом ископавања откривен сакрални комплекс: крипта са две озидане гробнице и још једном покривеном плочама. У шуту су пронађени делови римске аре посвећене Силвану и део стеле са орнаментиком у виду кантароса из кога излазе две гране лозе. Откривен је и новац Констанција II. Верује се да је крипта подигнута у 4. и трајала је и у 5. веку, а у њој су сахрањивани становници из оближњег насеља. Локалитет је регистрован је као споменик културе 1967. године.

## Становништво
Према попису из 2011. године, Бањица има следећи етнички састав становништва:
| Националност | 2011.        |
| Албанци      | 513 (92,93%) |
| Бошњаци      | 39 (7,07%)   |
| Укупно       | 552          |

| Демографија | Демографија | Демографија |
| Година      | Становника  | Становника  |
| ----------- | ----------- | ----------- |
| 1948.       | 403         |             |
| 1953.       | 455         |             |
| 1961.       | 485         |             |
| 1971.       | 612         |             |
| 1981.       | 710         |             |
| 1991.       | 794         |             |
| 2011.       | 552         |             |